# Władysław Komendarek (album)
Władysław Komendarek – album wydany w wersji kasetowej przez Władysława Komendarka w 1985 roku. Wytwórnią były Polskie Nagrania „Muza”.
Pierwszy raz na CD album został wydany przez GAD Records w 2014 roku i wzbogacony o 4 dodatkowe utwory (oznaczone "*").

## Lista utworów
1. "Polowanie w Puszczy Białej" – 6:05
2. "Tęsknota żeglarza" – 4:10
3. "Ranek nad Wisłą" – 3:35
4. "Kiszłak" – 5:00
5. "Leśna przechadzka" – 4:55
6. "Super Express" – 4:55
7. "Podwodny spacer" – 4:52
8. "Krople rosy" – 4:00
9. "Samotna pacynka" - 5:54*
10. "Lusesita (to znaczy promyk)" - 4:29*
11. "Morskie figle" - 6:03*
12. "Droga do Sahary" - 5:30*.